# China National Technical Import and Export Corporation

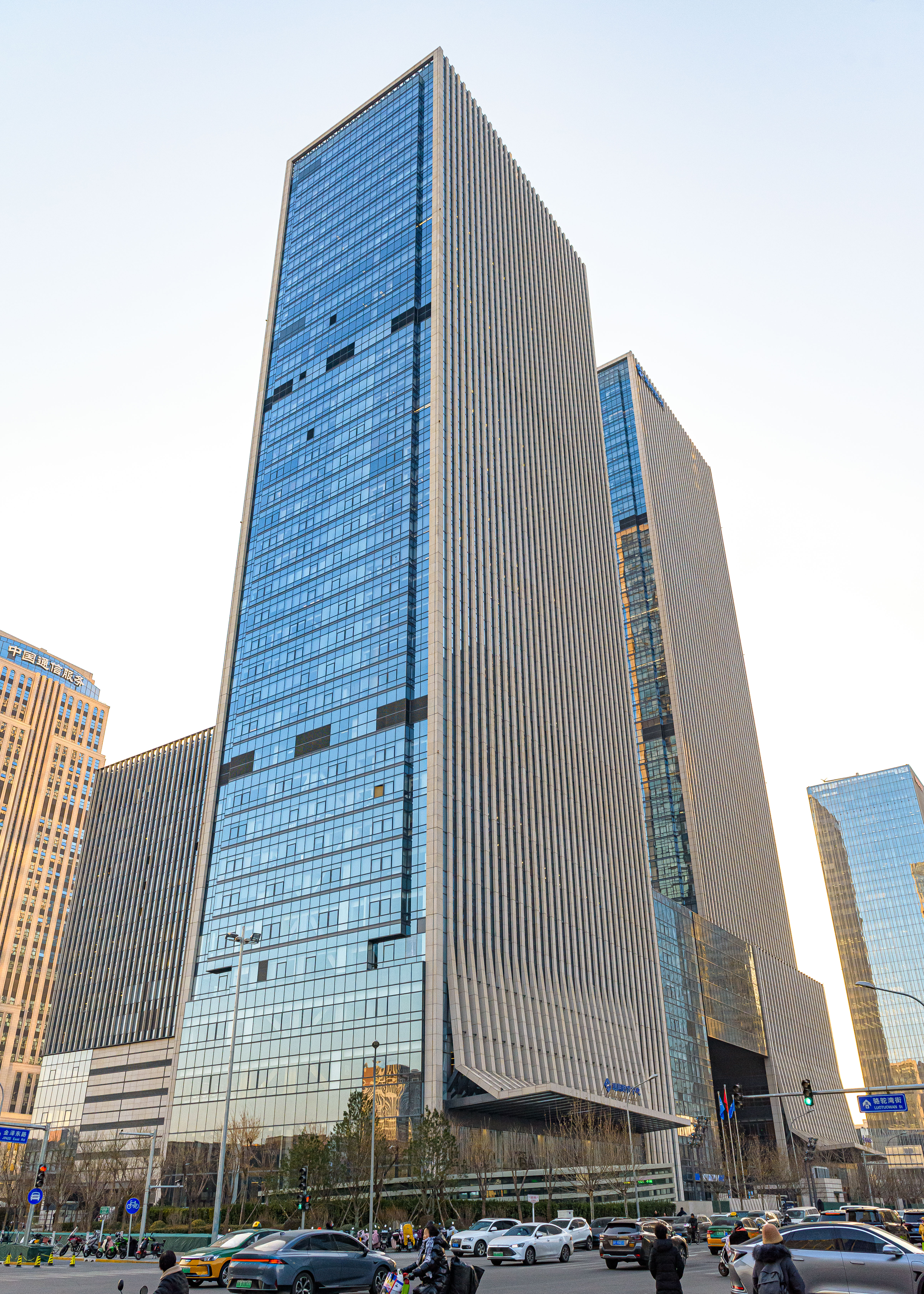
CNTIC

Die chinesische, staatliche Firma China National Technical Import and Export Corporation (CNTIC) mit Sitz in Peking wurde 1952 gegründet und ist seit 1998 Teil des Staatskonzerns China General Technology (Group) Holding Ltd.
Die CNTIC hat in den letzten 60 Jahren in China und international auf der ganzen Welt – vor allem in Asien und Afrika –  etwa 7.000 Projekte durchgeführt mit einem Gesamtvertragswert von ca. 110 Mrd. USD. Die Firma wurde tätig  in den Feldern Energiewirtschaft, Transport, Kommunikation, Petrochemie, Metallurgie, Baustoffe, Elektronik, Maschinenbau, Pharmazie, Agrarwirtschaft, Forstwirtschaft und Ausbildung/Training.
Die Schlüsselexpertise der CNTIC als einer der weltweit größten Anlagenbauer liegt in den Bereichen Projektmanagement und Technologietransfer.